# 金宝町駅
金宝町駅（きんぽうちょうえき）は、岐阜県岐阜市神田町7丁目にかつてあった名古屋鉄道岐阜市内線の停留場。

## 歴史
岐阜市内線が美濃電気軌道の路線として開業した当初から存在した。1944年（昭和19年）から一時期は休止されていた。
- 1911年（明治44年）2月11日 - 美濃電気軌道市内線の駅前 - 今小町間開通と同時に駅開業[1]。
- 1944年（昭和19年） - 休止[1]。
- 1955年（昭和30年）10月30日 - 再開[1]。
- 2005年（平成17年）4月1日 - 岐阜市内線の廃止と同時に駅廃止[2]。

## 停留場構造
相対式2面2線の乗り場があった。乗り場は交差点を挟むように配置され、南側が忠節駅方面であった。ただし道路との併用軌道上で安全地帯はなく、「グリーンベルト」と称して路上を緑色に塗装してあるだけだった。
隣の新岐阜駅前駅から400メートルほどしか離れておらず普段の利用者は少なかったが、同停留場までは非常に渋滞しやすく電車が遅れることも多々あったため、当停留場まで歩いて路面電車に乗り換える乗客もいたといわれる。

### 配線図
| ← 徹明町方面 | 金宝町駅 構内配線略図 | → 新岐阜駅前・ 岐阜駅前方面 |
| 凡例 出典:   |                       |                             |

## 駅周辺
- 岐阜ワシントンホテルプラザ

## 隣の停留場
名古屋鉄道
岐阜市内線
新岐阜駅前駅 - 金宝町駅 - 徹明町駅